# Francisco Fernández (Fußballspieler, 1975)
Francisco Javier Fernández Torrejón (* 19. August 1975 in Santiago) ist ein ehemaliger chilenischer Fußballspieler.

## Karriere

### Verein
Fernández begann seine Karriere bei CSD Colo-Colo, wo er von 1995 bis 1997 spielte. Er trug 1996 und 1997 zum Gewinn der Primera División bei. Danach spielte er bei Deportes Temuco, CD Santiago Morning, CD Universidad Católica, Mito HollyHock und Deportes La Serena. 2006 beendete er seine Spielerkarriere.

### Nationalmannschaft
Im Jahr 2000 debütierte Fernández für die chilenische Fußballnationalmannschaft. Er hat insgesamt zwei Länderspiele für Chile bestritten.

## Errungene Titel
- Primera División (Chile): 1996, 1997